# 馬特維伊夫卡 (切爾尼戈夫州)
51°40′48″N 32°27′31″E / 51.68000°N 32.45861°E
馬特維伊夫卡（烏克蘭語：Матвіївка），是烏克蘭北部的村莊，隸屬切爾尼希夫州的科留基夫卡區。該村面積2.7平方公里，海拔高度157米，2001年人口275，人口密度每平方公里101.85人。